# Douglas Costa
Douglas Costa da Souza (Sapucaia do Sul, Río Grande do Sul, 14 de septiembre de 1990) es un futbolista brasileño. Juega de centrocampista en el Sydney F. C. de la A-League.

## Trayectoria

### Grêmio
Inició su carrera como futbolista en el club Grêmio de Porto Alegre.

### Shakhtar Donetsk
Fue traspasado al Shajtar Donetsk por la cifra de 6 millones €. En julio de 2014, como consecuencia de la guerra en el este de Ucrania y del derribo del vuelo 17 de Malaysia Airlines, Douglas Costa y otros cinco jugadores del Shajtar Donetsk (Alex Teixeira, Fred, Facundo Ferreyra, Dentinho e Ismaily) decidieron abandonar el club tras un partido en Francia, en el que se impuso el Olympique de Lyon por 4-1 y expresaron su deseo de no regresar, quedándose en el país galo. El club emitió un comunicado donde les exigió que regresaran y que, en caso contrario, «deberán sufrir las consecuencias económicas».

### Bayern de Múnich
El 1 de julio de 2015 fichó por el Bayern de Múnich por la cifra de 30 millones de euros. Hizo su debut como titular el 1 de agosto en la Supercopa de Alemania ante VfL Wolfsburgo, Arjen Robben abrió el marcador en un eventual empate 1-1; el equipo perdió en penales. El 14 de agosto anotó su primer gol para el Bayern, en la victoria por 5-0 en el partido inaugural de la Bundesliga contra el Hamburgo.

### Juventus F. C.
El 11 de julio de 2017 fue confirmado como nuevo jugador de la Juventus F. C. de la Serie A de Italia cedido por una temporada por 6 millones de euros seguida de otra con compra obligatoria por 40 millones de euros. Su debut oficial con la camiseta del cuadro italiano se produjo el 13 de agosto en la derrota por 3-2 ante la Lazio en la Supercopa de Italia.

### Regresos a Múnich y Grêmio
El 5 de octubre de 2020 se hizo oficial su vuelta al Bayern de Múnich después de que ambos clubes hubieran llegado a un acuerdo para su cesión durante una temporada. Tras finalizar la misma, volvió a ser prestado y regresó a Brasil para jugar en Grêmio F-B. P. A., equipo en el que empezó su carrera.

### Los Ángeles Galaxy y Fluminense
El 10 de febrero de 2022 fue cedido a Los Angeles Galaxy hasta el mes de junio, aunque llegado ese momento seguiría en la franquicia hasta el final del año 2023. Una vez expiró su contrato regresó a Brasil para jugar en el Fluminense F. C.

### Sydney
El 26 de agosto de 2024 fichó por el Sydney F. C. por dos temporadas.

## Selección nacional
Ha sido internacional con la selección de fútbol de Brasil en 31 ocasiones y ha marcado 3 goles. Debutó el 12 de noviembre de 2014, en un encuentro amistoso ante la selección de Turquía que finalizó con marcador de 4-0 a favor de los brasileños. Disputó con la selección de su país el Campeonato Sudamericano Sub-20 de 2009, saliendo subcampeón.

### Participaciones en Copas del Mundo
| Mundial                        | Sede   | Resultado        |
| ------------------------------ | ------ | ---------------- |
| Copa Mundial Sub-20 de 2009    | Egipto | Subcampeón       |
| Copa Mundial de Fútbol de 2018 | Rusia  | Cuartos de final |

### Participaciones en Copa América
| Copa              | Sede  | Resultado        |
| ----------------- | ----- | ---------------- |
| Copa América 2015 | Chile | Cuartos de final |

## Clubes y estadísticas
Actualizado hasta el 3 de mayo de 2025.
| Club                              | Temporada     | Liga  | Liga  | Copas nacionales | Copas nacionales | Copas internacionales | Copas internacionales | Estatal | Estatal | Total | Total |
| Club                              | Temporada     | Part. | Goles | Part.            | Goles            | Part.                 | Goles                 | Part.   | Goles   | Part. | Goles |
| --------------------------------- | ------------- | ----- | ----- | ---------------- | ---------------- | --------------------- | --------------------- | ------- | ------- | ----- | ----- |
| Grêmio F-B. P. A. · Brasil        | 2008          | 6     | 1     | 0                | 0                | 0                     | 0                     | 0       | 0       | 6     | 1     |
| Grêmio F-B. P. A. · Brasil        | 2009          | 22    | 1     | 0                | 0                | 2                     | 0                     | 7       | 0       | 31    | 1     |
| F. K. Shajtar Donetsk · Ucrania   | 2009-10       | 13    | 5     | 0                | 0                | 2                     | 0                     | ―       | ―       | 15    | 5     |
| F. K. Shajtar Donetsk · Ucrania   | 2010-11       | 27    | 5     | 5                | 0                | 10                    | 2                     | ―       | ―       | 42    | 7     |
| F. K. Shajtar Donetsk · Ucrania   | 2011-12       | 27    | 6     | 6                | 1                | 5                     | 0                     | ―       | ―       | 38    | 7     |
| F. K. Shajtar Donetsk · Ucrania   | 2012-13       | 27    | 5     | 4                | 1                | 5                     | 1                     | ―       | ―       | 36    | 7     |
| F. K. Shajtar Donetsk · Ucrania   | 2013-14       | 27    | 4     | 4                | 1                | 8                     | 2                     | ―       | ―       | 39    | 7     |
| F. K. Shajtar Donetsk · Ucrania   | 2014-15       | 20    | 4     | 5                | 0                | 8                     | 1                     | ―       | ―       | 33    | 5     |
| F. K. Shajtar Donetsk · Ucrania   | Total club    | 141   | 29    | 24               | 3                | 38                    | 6                     | 0       | 0       | 203   | 38    |
| Bayern de Múnich · Alemania       | 2015-16       | 27    | 4     | 5                | 1                | 11                    | 2                     | ―       | ―       | 43    | 7     |
| Bayern de Múnich · Alemania       | 2016-17       | 23    | 4     | 2                | 1                | 9                     | 2                     | ―       | ―       | 34    | 7     |
| Juventus F. C. · Italia           | 2017-18       | 31    | 4     | 6                | 2                | 10                    | 0                     | ―       | ―       | 47    | 6     |
| Juventus F. C. · Italia           | 2018-19       | 17    | 1     | 3                | 0                | 5                     | 0                     | ―       | ―       | 25    | 1     |
| Juventus F. C. · Italia           | 2019-20       | 23    | 1     | 5                | 1                | 1                     | 1                     | ―       | ―       | 29    | 3     |
| Juventus F. C. · Italia           | 2020-21       | 2     | 0     | 0                | 0                | 0                     | 0                     | ―       | ―       | 2     | 0     |
| Juventus F. C. · Italia           | Total club    | 73    | 6     | 14               | 3                | 16                    | 1                     | 0       | 0       | 103   | 10    |
| Bayern de Múnich · Alemania       | 2020-21       | 11    | 1     | 2                | 0                | 7                     | 0                     | ―       | ―       | 20    | 1     |
| Bayern de Múnich · Alemania       | Total club    | 61    | 9     | 9                | 2                | 27                    | 4                     | 0       | 0       | 97    | 15    |
| Grêmio F-B. P. A. · Brasil        | 2021          | 26    | 3     | 1                | 0                | 1                     | 0                     | 0       | 0       | 28    | 3     |
| Grêmio F-B. P. A. · Brasil        | Total club    | 54    | 5     | 1                | 0                | 3                     | 0                     | 7       | 0       | 65    | 5     |
| Los Angeles Galaxy Estados Unidos | 2022          | 29    | 4     | 0                | 0                | ―                     | ―                     | ―       | ―       | 29    | 4     |
| Los Angeles Galaxy Estados Unidos | 2023          | 19    | 3     | 1                | 1                | 2                     | 0                     | ―       | ―       | 22    | 4     |
| Los Angeles Galaxy Estados Unidos | Total club    | 48    | 7     | 1                | 1                | 2                     | 0                     | 0       | 0       | 51    | 8     |
| Fluminense F. C. · Brasil         | 2024          | 10    | 0     | 1                | 0                | 6                     | 0                     | 5       | 0       | 22    | 0     |
| Fluminense F. C. · Brasil         | Total club    | 10    | 0     | 1                | 0                | 6                     | 0                     | 5       | 0       | 22    | 0     |
| Sydney F. C. Australia            | 2024-25       | 16    | 4     | ―                | ―                | 9                     | 2                     | ―       | ―       | 25    | 6     |
| Sydney F. C. Australia            | Total club    | 16    | 4     | 0                | 0                | 9                     | 2                     | 0       | 0       | 25    | 6     |
| Total carrera                     | Total carrera | 403   | 60    | 50               | 9                | 101                   | 13                    | 12      | 0       | 566   | 82    |
| 1. 2. 3.                          |               |       |       |                  |                  |                       |                       |         |         |       |       |

## Palmarés

### Títulos nacionales
| Título                  | Club             | País     | Año     |
| ----------------------- | ---------------- | -------- | ------- |
| Liga Premier de Ucrania | Shajtar Donetsk  | Ucrania  | 2009-10 |
| Supercopa de Ucrania    | Shajtar Donetsk  | Ucrania  | 2010    |
| Liga Premier de Ucrania | Shajtar Donetsk  | Ucrania  | 2010-11 |
| Copa de Ucrania         | Shajtar Donetsk  | Ucrania  | 2010-11 |
| Liga Premier de Ucrania | Shajtar Donetsk  | Ucrania  | 2011-12 |
| Copa de Ucrania         | Shajtar Donetsk  | Ucrania  | 2011-12 |
| Supercopa de Ucrania    | Shajtar Donetsk  | Ucrania  | 2012    |
| Liga Premier de Ucrania | Shajtar Donetsk  | Ucrania  | 2012-13 |
| Copa de Ucrania         | Shajtar Donetsk  | Ucrania  | 2012-13 |
| Supercopa de Ucrania    | Shajtar Donetsk  | Ucrania  | 2013    |
| Liga Premier de Ucrania | Shajtar Donetsk  | Ucrania  | 2013-14 |
| Supercopa de Ucrania    | Shajtar Donetsk  | Ucrania  | 2014    |
| Bundesliga              | Bayern de Múnich | Alemania | 2015-16 |
| Copa de Alemania        | Bayern de Múnich | Alemania | 2015-16 |
| Supercopa de Alemania   | Bayern de Múnich | Alemania | 2016    |
| Bundesliga              | Bayern de Múnich | Alemania | 2016-17 |
| Copa Italia             | Juventus F. C.   | Italia   | 2017-18 |
| Serie A                 | Juventus F. C.   | Italia   | 2017-18 |
| Supercopa de Italia     | Juventus F. C.   | Italia   | 2018    |
| Serie A                 | Juventus F. C.   | Italia   | 2018-19 |
| Serie A                 | Juventus F. C.   | Italia   | 2019-20 |
| Bundesliga              | Bayern de Múnich | Alemania | 2020-21 |

### Títulos internacionales
| Título                            | Club (*)            | Sede      | Año  |
| --------------------------------- | ------------------- | --------- | ---- |
| Sudamericano Sub-20               | Selección de Brasil | Venezuela | 2009 |
| Copa Mundial de Clubes de la FIFA | Bayern de Múnich    | Catar     | 2020 |
| Recopa Sudamericana               | Fluminense F. C.    | Brasil    | 2024 |

(*) Incluyendo la selección.